# Ina Druviete
Ina Druviete (ur. 29 maja 1958 w Rydze) – łotewska filolog i polityk, socjolingwistka, w latach 2004–2006 i w 2014 minister oświaty i nauki, posłanka na Sejm Republiki Łotewskiej VIII, IX, X i XI kadencji.

## Życiorys
W 1981 z wyróżnieniem ukończyła studia na wydziale filologicznym Uniwersytetu Łotwy w Rydze ze specjalizacją w języku łotewskim i literaturze. W latach 1981–1984 kształciła się na studiach aspiranckich w Łotewskiej Akademii Nauk. W 1985 uzyskała stopień kandydata nauk filologicznych nostryfikowany w 1992 jako stopień naukowy doktora. W 1996 habilitowała się w dziedzinie filologii. W latach 90. przebywała na stażach naukowych w Sztokholmie i Oslo, a także w USA.
Od 1985 do 1992 zatrudniona w instytucie literatury i języka Łotewskiej Akademii Nauk. W 1992 została badaczką w instytucie języka łotewskiego Uniwersytetu Łotwy. W 1997 objęła stanowisko profesora na wydziale pedagogiki i psychologii tej uczelni. Była m.in. wiceprzewodniczącą komisji języka państwowego (Valsts valodas komisja), zasiadła w kolegiach redakcyjnych czasopism „Latvijas Zinātņu Akadēmijas Vēstis”, „Feministica Lettica” i „Linguistica Lettica”. Jest ekspertem ds. językowych na Łotwie i w Europie. Członkini do łotewskiego związku naukowców oraz łotewskiego stowarzyszenia profesorów szkół wyższych. Była wiceprezydentem Europejskiej Federacji Narodowych Instytucji na rzecz Języka (2006–2010). Jest autorką ponad 200 publikacji z dziedziny językoznawstwa ogólnego, socjolingwistyki, polityki językowej, oświaty dwujęzycznej.
W wyborach w 2002 po raz pierwszy została wybrana na posłankę na Sejm VIII kadencji z listy Nowej Ery. Od 2002 do 2004 stała na czele komisji ds. praw człowieka i spraw społecznych. W tym samym okresie była członkinią łotewskiej delegacji do Zgromadzenia Parlamentarnego Rady Europy. W latach 2004–2006 sprawowała funkcję ministra oświaty i nauki w rządzie Aigarsa Kalvītisa. Wybierana w skład parlamentów IX i X kadencji z listy Nowej Ery i Jedności. W latach 2008–2011 należała do centroprawicowego Związku Obywatelskiego. W wyborach w 2011 uzyskała reelekcję do Sejmu XI kadencji. W X i XI kadencji Sejmu była przewodniczącą komisji oświaty, kultury i nauki. 22 stycznia 2014 została ministrem oświaty i nauki w rządzie rządzie Laimdoty Straujumy. Nie weszła w skład Sejmu XII kadencji i powołanego w listopadzie 2014 nowego rządu Laimdoty Straujumy.
Powróciła do pracy naukowej. W 2015 objęła obowiązki prorektora Uniwersytetu Łotwy.
Odznaczona m.in. Orderem Krzyża Ziemi Maryjnej II klasy. Zamężna, ma dwoje dzieci. Jej mąż Jānis został psychiatrą.